# 東宝映像美術
株式会社東宝映像美術（とうほうえいぞうびじゅつ）は、日本の美術製作会社である。東宝の子会社。

## 概歴
1970年（昭和45年）3月31日、東宝撮影所美術部が東宝美術として、同じく1971年（昭和46年）4月1日に映像事業部が東宝映像としてそれぞれ独立した事から始まる。1988年（昭和63年）6月1日付けで東宝美術が東宝映像を吸収合併し現在に至る。
ゴジラ作品をはじめとした映画美術・特殊撮影の他、イベントやテーマパークなどの美術・植栽・内外装飾なども広く手掛けており、現在は浦安市に支店を置き、東京ディズニーリゾートのアトラクション、パレードなどの美術制作・維持管理を開園当初から請け負っている。
また旧東宝映像では、1978年に東京映画映像部を吸収しTOHO EIZO SOUND STUDIO（現在の東宝サウンドスタジオ）を設立。1980年には東京現像所との共同でドルビー4chステレオに対応した独自のマルチチャンネル光学録音規格「TKL-STEREO」を開発し、翌年の『連合艦隊』で日本映画としては初めてドルビーステレオの光学録音を成功させた。本規格は東宝作品のみならず、東映など他社作品でも広く採用されることとなり、日本映画界におけるサラウンドシステムの普及に大きく貢献している。

## 分社時代の棲み分け
映画制作は東宝撮影所の制作部門が独立した東宝映画が手掛け、東宝映像はCMやイベント映像などを手掛けるというかたちで棲み分けていたが、特撮作品のみはゴジラシリーズの生みの親である田中友幸が社長を務めていた東宝映像が制作していた。田中が東宝映画の社長に就任して以降は、特撮映画も同社で制作されるようになった。
特殊美術スタッフの小村完によれば、当初特殊美術スタッフは東宝映像に入る予定であったが、特殊技術課係長であった浅井正勝の鶴の一声によって破談となり、東宝美術に特殊美術課として編入されるに至った。特撮美術課長を務めた青木利郎によれば、東宝側は特殊美術スタッフにも一般映画を兼任させようとしていたが、技術の衰退を懸念した青木や井上泰幸らは特撮専門チームの存続を主張し、特殊美術課として継続するに至ったという。
東宝映像カメラマンの桜井景一によれば、以前は倉庫から取り出してくるだけであったミニチュアが、独立採算制となった結果、ミニチュアを管理する東宝美術から映像を制作する東宝映像に数万円請求されるようになったため使いづらくなったと証言している。

## 役員

### 歴代社長
| 初代                        | 1971年11月8日 | 1978年3月     | 田中友幸1 | 西野一夫 |
| 2代                         | 1978年4月     | 1988年5月31日 | 西野一夫  | 西野一夫 |
| 東宝映像美術                |               |               |           |          |
| 初代                        | 1988年6月1日  | 2003年5月     | 西野一夫  | 西野一夫 |
| 2代                         | 2003年5月     | 2010年5月     | 中川敬    | 中川敬   |
| 3代                         | 2010年5月     | 2012年4月17日 | 瀬田一彦  | 瀬田一彦 |
| 4代                         | 2012年4月17日 | 2017年6月1日  | 塚田泰浩  | 塚田泰浩 |
| 5代                         | 2017年6月1日  | 現在          | 緒方栄一  | 緒方栄一 |
| - 1 1978年-1988年まで会長。 |               |               |           |          |

### 現在の役員
- 代表取締役社長：戸嶋雅之
- 専務取締役:菅野貴裕
- 常務取締役:山口克弥
- 取締役：花輪幸弥、石井良二、島田充、松浦容子、森田美央
- 監査役：加藤陽則

### 過去の役員
- 磯野理（常務、テレビ映画プロデューサー）
- 坂野義光（取締役→常務、映画監督）
- 村瀬継雄（取締役、美術監督）
- 川北紘一（取締役、特技監督）
- 小島太郎（取締役、製作担当者）
- 本田清方（取締役、本編美術監督）

ほか、松岡功、金子操、林芳信ら。

### 歴代特殊美術部長・課長・係長
| 代数         | 期間   | 期間   | 課長     | 係長     |
| ------------ | ------ | ------ | -------- | -------- |
| 初代         | 1970年 | 1973年 | 豊島睦   | 白崎治郎 |
| 2代目        | 1973年 | 1975年 | 村上力   | 白崎治郎 |
| 3代目        | 1975年 | 1982年 | 白崎治郎 | 青木利郎 |
| 4代目        | 1982年 | 1987年 | 青木利郎 |          |
| 5代目        | 1987年 | 1988年 | 本田清方 |          |
| 東宝映像美術 |        |        |          |          |
| 代数         | 期間   | 期間   | 部長     | 課長     |
| 初代         | 1988年 | 1994年 | 本田清方 | 小村完   |
| 2代目        | 1994年 | 1998年 | 小村完   | 野村安雄 |

## 作品

### 製作
映画
- ゴジラ対メガロ（1973年）
- 人間革命（1973年）※シナノ企画と共同
- 狼の紋章（1973年）※東宝映画と共同
- 日本沈没（1973年）※東宝映画と共同
- ゴジラ対メカゴジラ（1974年）
- ハロー!フィンガー5（1974年）
- 血を吸う薔薇（1974年）
- ノストラダムスの大予言（1974年）※東宝映画と共同
- エスパイ（1974年）
- メカゴジラの逆襲（1975年）
- アグネスからの贈りもの（1975年）
- 東京湾炎上（1975年）※東宝映画と共同
- あいつと私（1976年）※東宝映画と共同
- 続・人間革命（1976年）※シナノ企画と共同
- アラスカ物語（1977年）※東京映画と共同
- ハウス（1977年）
- 惑星大戦争（1977年）※東宝映画と共同
- テクノポリス21C（1982年）※東宝と共同

テレビドラマ
- 流星人間ゾーン（1973年、日本テレビ）
- 日本沈没（1974年、TBS）
- 東京大地震マグニチュード8.1（1980年、よみうりテレビ） ※テレビ映画

### 美術制作・制作協力
映画
- ゴジラシリーズ
  - 地球攻撃命令 ゴジラ対ガイガン（1972年）
  - ゴジラ（1984年）
  - ゴジラvsビオランテ（1989年）
  - ゴジラvsキングギドラ（1991年）
  - ゴジラvsモスラ（1992年）
  - ゴジラvsメカゴジラ（1993年）
  - ゴジラvsスペースゴジラ（1994年）
  - ゴジラvsデストロイア（1995年）
  - ゴジラ2000 ミレニアム（1999年）
  - ゴジラ×メガギラス G消滅作戦（2000年）
  - ゴジラ・モスラ・キングギドラ 大怪獣総攻撃（2001年）
  - ゴジラ×メカゴジラ（2002年）
  - ゴジラ×モスラ×メカゴジラ 東京SOS（2003年）
  - ゴジラ FINAL WARS（2004年）
- あゝ野麦峠（1979年）
- 連合艦隊（1980年）
- 二百三高地（1980年）
- 大日本帝国（1982年）
- 日本海大海戦 海ゆかば（1983年）
- 里見八犬伝（1983年）
- さよならジュピター（1984年）
- 零戦燃ゆ（1984年）
- 竹取物語（1987年）
- 首都消失（1987年）
- ドン松五郎の大冒険（1987年）
- ガンヘッド（1989年）
- 公園通りの猫たち（1990年）
- 超少女REIKO（1991年）
- まあだだよ（1993年）
- ヤマトタケル（1994年）
- 四十七人の刺客（1994年）
- 八つ墓村（1996年）
- モスラ MOTHRA（1996年）
- 誘拐（1997年）
- ラヂオの時間（1997年）
- モスラ2 海底の大決戦（1997年）
- 絆 -きずな-（1998年）
- モスラ3 キングギドラ来襲（1998年）
- 雨あがる（2000年）
- クロスファイア（2000年）
- 世界の中心で、愛をさけぶ（2004年）
- いま、会いにゆきます（2004年）
- タッチ（2005年）
- 電車男（2005年）
- ローレライ（2005年）
- 戦国自衛隊1549（2005年）
- 容疑者 室井慎次（2005年）
- 蟬しぐれ（2005年）
- LIMIT OF LOVE 海猿（2006年）
- トリック劇場版2（2006年）
- ラフ ROUGH（2006年）
- 犬神家の一族（2006年）
- 眉山（2007年）
- 西遊記（2007年）
- HERO（2007年）
- チーム・バチスタの栄光（2008年）
- THE 有頂天ホテル（2008年）
- 隠し砦の三悪人 THE LAST PRINCESS（2008年）
- THE LAST MESSAGE 海猿（2008年）
- 容疑者Xの献身（2008年）
- 感染列島（2009年）
- ゼロの焦点（2009年）
- 本格科学冒険映画 20世紀少年 第2章「最後の希望」（2009年）
- アマルフィ 女神の報酬（2009年）
- 新宿インシデント（2009年）
- 劇場版TRICK 霊能力者バトルロイヤル（2010年）
- 踊る大捜査線 THE MOVIE3 ヤツらを解放せよ!（2010年）
- SP THE MOTION PICTURE（2010年）
- SPACE BATTLESHIP ヤマト（2010年）
- ステキな金縛り（2011年）
- 寄生獣(2014年)
- 寄生獣 完結編(2015年)

テレビドラマ
- ウルトラシリーズ
  - ウルトラマンA（1972年、TBS）
  - ウルトラマンタロウ（1973年、TBS）
  - ウルトラマン80（1980年、TBS）
- 西遊記 (1978年のテレビドラマ)（1978年、日本テレビ）
- まんがはじめて物語（1978年、TBS） ※クレジットタイトルではT.E.S.S と表記
- メガロマン（1979年、フジテレビ）
- まんがどうして物語（1984年、TBS） ※クレジットタイトルではT.E.S.S と表記
- 誇りの報酬（1985年、日本テレビ）
- まんがなるほど物語（1986年、TBS） ※クレジットタイトルではT.E.S.S と表記
- ジャングル（1987年、日本テレビ）
- 刑事貴族（1990年、日本テレビ）
- ザ・刑事（1990年、テレビ朝日）
- 踊る大捜査線（1997年、フジテレビ）

音響技術
- 化石の荒野（1982年）
- 汚れた英雄（1982年）
- SPACE ADVENTURE コブラ（1982年）

## テーマパーク美術制作
- 東京ディズニーリゾート
- サンリオピューロランド
- 日光江戸村
- 東武ワールドスクウェア
- ワイルドブルーヨコハマ（閉鎖）
- フェスティバルゲート（閉鎖）

## 関連企業
- オリエンタルランド
- 円谷プロダクション
- 日本現代企画
- コンチネンタルファーイースト
- ドルビー研究所